# Maxim Lapierre
Maxim Lapierre, född 29 mars 1985 i Saint-Léonard i Québec, är en kanadensisk professionell ishockeyspelare som spelar för HC Lugano i NLA. Han har tidigare spelat på NHL-nivå för Montreal Canadiens, Anaheim Ducks, Vancouver Canucks, St. Louis Blues och Pittsburgh Penguins, på lägre nivåer för Hamilton Bulldogs i American Hockey League (AHL) samt Rocket de Montréal och Prince Edward Island Rocket i Ligue de hockey junior majeur du Québec (LHJMQ).
Lapierre draftades i andra rundan i 2003 års draft av Montreal Canadiens som 61:a spelare totalt.

## Spelstil
Lapierre är en hårt arbetande spelare och något av en "pest", en spelare som ska försöka störa motståndarlagets spelare med intensiv forechecking, fysiskt spel och utstuderade psykningar. Hans effektivitet inom detta område har givit honom mindre smickrande öknamn som "Mad Max" och "Yappy Lappy", "gapige Lappy".